# 塞卡山
46°52′25″N 10°37′9″E / 46.87361°N 10.61917°E

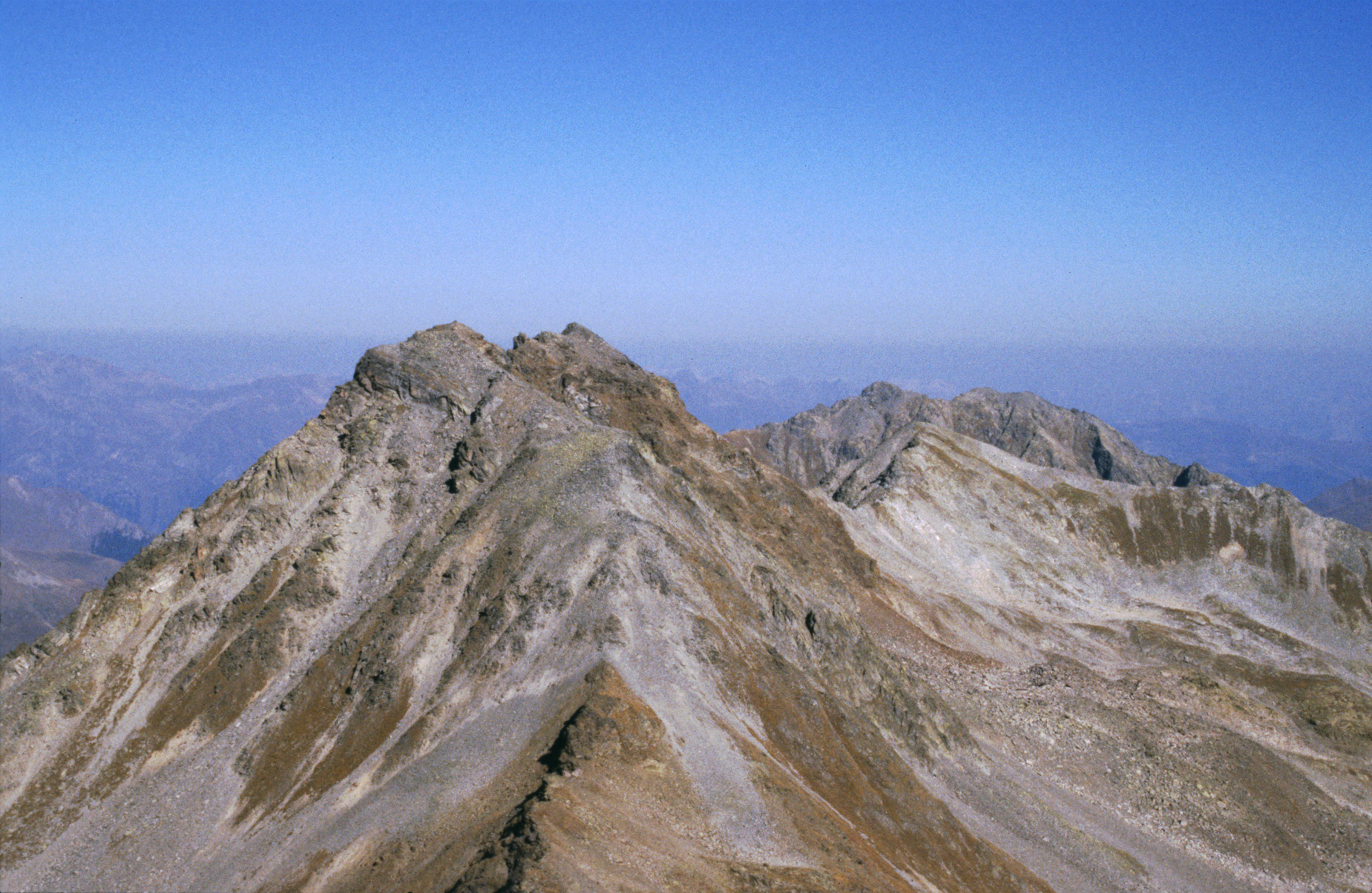

塞卡山（德語：Seekarköpfe），是奧地利的山峰，位於該國西部，由蒂羅爾州負責管轄，屬於奧茨塔爾阿爾卑斯山脈的一部分，海拔高度3,060米，每年平均降雨量1,357毫米。